# المندفن
المندفن؛ هو مركزٌ سعوديٌ تابعٌ لمحافظة يدمة التابعة لمنطقة نجران، في المملكة العربية السعودية. المركز من الفئة (ب)، ورمزه 2450 حسب دليل الترميز الموحد للمناطق الإدارية بالمملكة العربية السعودية.

## الموقع
تقع المندفن على الطريق ما بين السليل وشرورة بعد مفرق الخالدة بـ 46 كيلو متر.

## التاريخ
يحتوي الموقع على بحيرة تعود لنهاية العصر البيليستويين حتى بداية العصر الهيلوسين، عُثر في موقع المندفن على بقايا حيوانية متحجرة لضباء وغزلان وحمير وحشية وأبقار بالإضافة الإبل والنعام. كما أُكتشف في الموقع عن أدوات حجرية صوانية ورؤوس سهام وفؤوس ومكاشط بالإضافة إلى مدافن ركامية تعود للعصر البرونزي ونقوش صخرية متنوعة ما بين آدمية وحيوانية تناولت موضوعات الصيد والحرب والرقص وغيرها.
تنتشر نقوش الخط العربي الجنوبي (المسند) بكثافة في الموقع نتيجة لوقوعها على خط التجارة الرابط ما بين جنوب الجزيرة العربية مع شمالها.